# Bankdrukken op de Paralympische Zomerspelen 2024
Op de XVIIe Paralympische Zomerspelen, die in 2024 worden gehouden in Parijs, Frankrijk, is Bankdrukken een van de 23 sporten die worden beoefend, in de Arena Porte de la Chapelle in het 18e arrondissement van Parijs, van 4 tot en met 8 september. Er zullen twintig evenementen zijn: zowel voor mannen als vrouwen zijn er tien evenementen.

## Medaillespiegel
| Plaats | Land             | NPC | Goud | Zilver | Brons | Totaal |
| 1      | China            | CHN | 6    | 8      | 1     | 15     |
| 2      | Iran             | IRI | 3    | 0      | 1     | 4      |
| 3      | Egypte           | EGY | 2    | 2      | 2     | 6      |
| 4      | Nigeria          | NGR | 2    | 2      | 0     | 4      |
| 5      | Brazilië         | BRA | 2    | 0      | 2     | 4      |
| 6      | Jordanië         | JOR | 2    | 0      | 0     | 2      |
| 7      | Kazachstan       | KAZ | 1    | 0      | 0     | 1      |
| 7      | Maleisië         | MAS | 1    | 0      | 0     | 1      |
| 7      | Venezuela        | VEN | 1    | 0      | 0     | 1      |
| 10     | Turkije          | TUR | 0    | 2      | 2     | 4      |
| 11     | Groot-Brittannië | GBR | 0    | 2      | 1     | 3      |
| 12     | Oekraïne         | UKR | 0    | 1      | 1     | 2      |
| 13     | Cuba             | CUB | 0    | 1      | 0     | 1      |
| 13     | Mongolië         | MGL | 0    | 1      | 0     | 1      |
| 13     | Oezbekistan      | UZB | 0    | 1      | 0     | 1      |
| 16     | Mexico           | MEX | 0    | 0      | 2     | 2      |
| 17     | Albanië          | ALG | 0    | 0      | 1     | 1      |
| 17     | Chili            | CHI | 0    | 0      | 1     | 1      |
| 17     | Colombia         | COL | 0    | 0      | 1     | 1      |
| 17     | Georgië          | GEO | 0    | 0      | 1     | 1      |
| 17     | Irak             | IRQ | 0    | 0      | 1     | 1      |
| 17     | Italië           | ITA | 0    | 0      | 1     | 1      |
| 17     | Thailand         | THA | 0    | 0      | 1     | 1      |
| 17     | Vietnam          | VIE | 0    | 0      | 1     | 1      |

## Gewichtsklassen

### Mannen
- -49 kg
- -54 kg
- -59 kg
- -65 kg
- -72 kg
- -80 kg
- -88 kg
- -97 kg
- -107 kg
- +107 kg

### Vrouwen
- -41 kg
- -45 kg
- -50 kg
- -55 kg
- - 61 kg
- -67 kg
- -73 kg
- -79 kg
- -86 kg
- +86 kg

## Uitslagen
| mannen  | mannen         | mannen | mannen               | mannen | mannen                   | mannen | mannen                 |
| Kl.     | Totaal gewicht | Goud   | Goud                 | Zilver | Zilver                   | Brons  | Brons                  |
| ------- | -------------- | ------ | -------------------- | ------ | ------------------------ | ------ | ---------------------- |
| -49 kg  | 181 kg         | JOR    | Omar Qarada          | TUR    | Abdullah Kayapınar       | VIE    | Lê Văn Công            |
| -54 kg  | 188 kg         | KAZ    | David Degtyarev      | CUB    | Pablo Ramírez Barrientos | CHN    | Yang Jinglang          |
| -59 kg  | 201 kg         | EGY    | Mohamed Elmenyawy    | CHN    | Qi Yongkai               | IRI    | Mohsen Bakhtiar        |
| -65 kg  | 215 kg         | CHN    | Zou Yi               | GBR    | Mark Swan                | ALG    | Hocine Bettir          |
| -72 kg  | 232 kg WR      | MAS    | Bonnie Bunyau Gustin | CHN    | Hu Peng                  | ITA    | Donato Telesca         |
| -80 kg  | 242 kg WR      | IRI    | Rouhollah Rostami    | CHN    | Gu Xiaofei               | IRQ    | Rasool Mohsin          |
| -88 kg  | 242 kg PR      | CHN    | Yan Panpan           | EGY    | Mohamed Elelfat          | UKR    | Yurii Babynets         |
| -97 kg  | 270 kg WR      | JOR    | Abdelkareem Khattab  | CHN    | Ye Jixiong               | COL    | Fabio Torres           |
| -107 kg | 252 kg PR      | IRI    | Aliakbar Gharibshahi | MGL    | Enkhbayaryn Sodnompiljee | MEX    | José de Jesús Castillo |
| +107 kg | 263 kg         | IRI    | Ahmad Aminzadeh      | UKR    | Anton Kriukov            | GEO    | Akaki Jintcharadze     |

| vrouwen | vrouwen        | vrouwen | vrouwen                  | vrouwen | vrouwen       | vrouwen | vrouwen                |
| Kl.     | Totaal gewicht | Goud    | Goud                     | Zilver  | Zilver        | Brons   | Brons                  |
| ------- | -------------- | ------- | ------------------------ | ------- | ------------- | ------- | ---------------------- |
| -41 kg  | 119 kg PR      | CHN     | Cui Zhe                  | NGR     | Esther Nworgu | BRA     | Lara Aparecida de Lima |
| -45 kg  | 123 kg WR      | CHN     | Guo Lingling             | GBR     | Zoe Newson    | TUR     | Nazmiye Muslu Muratlı  |
| -50 kg  | 124 PR         | VEN     | Clara Fuentes Monasterio | CHN     | Xiao Jinping  | GBR     | Olivia Broome          |
| -55 kg  | 121 kg         | EGY     | Rehab Ahmed              | TUR     | Besra Duman   | THA     | Kamolpan Kraratpet     |
| -61 kg  | 150 kg WR      | NGR     | Onyinyechi Mark          | CHN     | Cui Jianjin   | MEX     | Amalia Pérez           |
| -67 kg  | 142 kg WR      | CHN     | Tan Yujiao               | EGY     | Fatma Elyan   | BRA     | Maria de Fátima        |
| -73 kg  | 148 kg PR      | BRA     | Mariana D'Andrea         | UZB     | Ruza Kuzieva  | TUR     | Sibel Çam              |
| -79 kg  | 154 kg WR      | CHN     | Han Miaoyu               | NGR     | Bose Omolayo  | EGY     | Safaa Hassan           |
| -86 kg  | 156 kg PR      | BRA     | Tayana Medeiros          | CHN     | Zheng Feifei  | CHI     | Marion Serrano         |
| +86 kg  | 142 kg WR      | NGR     | Folashade Oluwafemiayo   | CHN     | Deng Xuemei   | EGY     | Nadia Ali              |